# 克利姆普什
48°26′0″N 24°13′29″E / 48.43333°N 24.22472°E
克利姆普什（烏克蘭語：Климпуші），是烏克蘭的村落，位於該國西部伊萬諾-弗蘭科夫斯克州，由納德沃爾納亞區負責管轄，面積4.5平方公里，2001年人口121，人口密度每平方公里26.9人。